# Barboura Morris
Barboura Morris (nacida como Barboura O'Neill; 22 de octubre de 1932-23 de octubre de 1975) fue una actriz y escritora estadounidense. Es más recordada por sus papeles en producciones de American International Pictures.

## Primeros años
Morris nació como Barboura O'Neill en Los Ángeles. Se graduó de la UCLA, donde ganó el premio de Mejor actriz dos veces. Poco después, se unió a los Stumptown Players, una compañía de teatro de Guerneville formada por 16 personas y compuesta por estudiantes y antiguos alumnos de la universidad de California.

## Carrera

### Actuación
Su compañero de Stumptown Roger Corman le dio a Morris un papel protagonista en el clásico de culto Sorority Girl (1957). Apareció en muchas otras películas de bajo presupuesto para Corman, como The Wasp Woman y A Bucket of Blood. Morris participó a menudo en su trabajo con American International Productions. En particular, actuó junto a Charles Bronson en Machine-Gun Kelly (1958) y junto con Peter Fonda en The Trip (1967), escrita por Jack Nicholson.
Su último papel en el cine fue el de Anne Sullivan en Helen Keller and Her Teacher, una dramatización de la vida de Keller realizada en 1970.
En televisión, Morris participó en un episodio de 1956 de The Man Called X y en otro de 1959 de The Thin Man.

### Escritura
En 1974, Morris escribió un ensayo titulado "Flight 553: the Watergate Murder" que se incluyó en la obra de Steve Weissman Big Brother and the Holding Company: the world behind Watergate. En él, Morris implicaba a Richard Nixon en la muerte de Dorothy Hunt en el accidente del vuelo 533 de United Air Lines. El historiador David Greenberg caracteriza las afirmaciones de Morris como una de las teorías conspirativas de la Nueva Izquierda en torno a Nixon tras el Watergate.
El ensayo se planeó como parte de un libro completo que se llamaría The Watergate Women, escrito por Morris y editado por Donald Freed.

## Vida personal
El primer matrimonio de Morris fue con Monte Hellman, productor de teatro experimental que dirigía la compañía Stumptown. Ambos se conocieron cuando Hellman contrató a Morris para Stumptown y estuvieron casados de 1954 a 1958. Tras su divorcio, mantuvo una breve relación sentimental con Roger Corman durante la producción de A Bucket of Blood.
En 1965, Morris conoció al dramaturgo Donald Freed en el Los Angeles Art Theater. La pareja se casó ese mismo año y tuvo un hijo[cita requerida]. Morris y Freed colaboraron como escritores alineados con el movimiento de la Nueva Izquierda; Morris publicó bajo el nombre de Barboura Morris Freed.

## Muerte
Morris murió en Santa Mónica, un día después de su 43rd cumpleaños. Había estado luchando contra el cáncer, pero murió por un derrame cerebral.[cita requerida] Fue enterrada en Woodlawn Memorial Cemetery.

## Filmografía

### Cine
| Año  | Título                               | Papel                        | Notas                        |
| ---- | ------------------------------------ | ---------------------------- | ---------------------------- |
| 1957 | Rock All Night                       | Syl                          |                              |
| 1957 | Teenage Doll                         | Janet                        |                              |
| 1957 | Sorority Girl                        | Rita Joyce                   |                              |
| 1957 | The Viking Women and the Sea Serpent |                              |                              |
| 1958 | Machine-Gun Kelly                    | Lynn Grayson                 |                              |
| 1958 | Teenage Caveman                      | Miembro joven de la tribu    | Sin acreditar                |
| 1959 | A Bucket of Blood                    | Carla                        |                              |
| 1959 | The Wasp Woman                       | Mary Dennison                |                              |
| 1961 | Atlas                                | Candia                       |                              |
| 1963 | X: The Man with the X-ray Eyes       | Enfermera con paciente joven | Sin acreditar                |
| 1963 | The Haunted Palace                   | Mrs. Weeden                  |                              |
| 1966 | The Wild Angels                      | Madre                        | Sin acreditar                |
| 1967 | The St. Valentine's Day Massacre     | Jeanette Landsman            | Sin acreditar                |
| 1967 | The Trip                             | Flo                          |                              |
| 1969 | De Sade                              | Monja                        | Sin acreditar                |
| 1970 | The Dunwich Horror                   | Mrs. Cole                    |                              |
| 1970 | Helen Keller and Her Teacher         | Anne Sullivan                | Último papel cinematográfico |

### Televisión
| Año  | Título           | Papel    | Notas      |
| ---- | ---------------- | -------- | ---------- |
| 1956 | The Man Called X |          | 1 episodio |
| 1959 | The Thin Man     | Amnésica | 1 episodio |